# ロン・クレメンツ
ロン・クレメンツ（Ron Clements、1953年4月25日 - ）は、アイオワ州スーシティ出身のウォルト・ディズニー・カンパニーに所属している脚本家・共同監督・共同制作・プロデューサーである。かつては同会社でアニメーターとしても活躍していた時期もある。
2002年の『トレジャー・プラネット』以降は2004年にウォルト・ディズニー・カンパニーをジョン・マスカーと揃って退社していたので、ディズニー作品に携っていなかったが職場に復帰を果たし『美女と野獣 -スペシャル・リミテッド・エディション-』に新しく収録された『人間に戻りたい(Human Again)』でメガホンを取っている。
2003年にウォルト・ディズニーがCGアニメーションを主体とする制作方針から、ジョン・マスカーらと一時スタジオを去る。
最新作には2009年公開の『プリンセスと魔法のキス』に共同監督・共同制作・脚本家として携っている。共同監督・共同制作・脚本家として携っている作品には仲の良いジョン・マスカーが共同監督・共同制作・脚本家として参加していることが多い。

## アニメーターとして携わった作品
- ピートとドラゴン (1977)
- ビアンカの大冒険 (1977)
- きつねと猟犬 (1981)

## プロデューサーとして携わった作品
- アラジン (1992)
- ヘラクレス (1997)
- トレジャー・プラネット (2002)

## 監督作品
- オリビアちゃんの大冒険 (1986)バーニー・マッティンソン、ジョン・マスカー、デイヴ・ミッチェナーと共同
- ジョン・マスカーとの共同監督作品
  - リトル・マーメイド (1989)
  - アラジン (1992)
  - ヘラクレス (1997)
  - トレジャー・プラネット (2002)
  - プリンセスと魔法のキス (2009)
  - モアナと伝説の海（2016）

## 脚本家として携わった作品
- オリビアちゃんの大冒険 (1986)
- リトル・マーメイド (1989)
- アラジン (1992)
- ヘラクレス (1997)
- トレジャー・プラネット (2002)
- プリンセスと魔法のキス (2009)

## 自身としての出演
- Treasures Untold: The Making of Disney's 'The Little Mermaid' (2006)
- The 100 Greatest Family Films (2005)
- From Walt's Table: A Tribute to Disney's Nine Old Men (2005)
- Diamond in the Rough: The Making of Aladdin (2004)
- Disney's Animation Magic: Treasure Planet (2003)
- Passing the Baton (2003)
- Disney's Animation Magic: Beauty and the Beast (2002)
- Celebrating Dumbo (2001)
- The Making of 'Hercules' (2000)
- The Circle of Life: The Making of Disney's Masterpiece 'The Lion King' (1998)
- The Making of 'Aladdin': A Whole New World (1992)